# Шергино — Заречье (автодорога)
Автодоро́га Ше́ргино — О́ймур — Заре́чье (03К-020) — региональная автомобильная дорога общего пользования Республики Бурятия. Длина — 67 км. Проходит по территории Кабанского района.

## Маршрут
Начинается у восточного края села Шергино ответвлением на север от 76-го километра региональной автодороги 03К-019 Турунтаево — Тресково. Первоначально проходит по восточной окраине Кударинской степи (24 км) с юга на север, поворачивая за селом Кудара на северо-восток; за селом Дубинино идёт по юго-восточному берегу залива Провал озера Байкал (12 км); за улусом Дулан — по территории Энхэлукского заказника (15 км); после рекреационной местности «Энхэлук» — вдоль берега Байкала до села Сухая. Завершается в селе Заречье, крайнем северо-восточном населённом пункте Кабанского района.
- 0 км — село Шергино (слева), ответвление на север от автодороги Турунтаево — Тресково
- 5-й км — село Быково (справа)
- 13-й км — село Кудара (слева)
- 19-й км — село Шерашово (слева)
- 22-й км — село Инкино (слева)
- 25-й км — село Дубинино
- 30-й км — село Оймур
- 37-й км — улус Дулан
- 40-й км — Энхэлукский заказник
- 52-й км — отворот налево к посёлку Новый Энхэлук (2 км)
- 54-й км — отворот налево к рекреационной местности «Энхэлук»
- 63-й км — село Сухая
- 67 км — село Заречье